# Giovanotti Mondani Meccanici
I Giovanotti Mondani Meccanici (GMM) sono un gruppo artistico multimediale fondato nella primavera del 1984 a Firenze da Antonio Glessi (Gorizia, 1954) e Andrea Zingoni (Firenze, 1955). I due esordirono con il primo fumetto professionale interamente realizzato al computer della storia, pubblicato sulla rivista Frigidaire. Dal 1984 al 2000 il gruppo viene attraversato da numerosi componenti: Maurizio Dami, Loretta Mugnai, Roberto Davini, Marco Paoli, Giancarlo Torri. I GMM si definiscono "hacker dell’immaginario".
I loro lavori presentano un modo di utilizzo delle tecnologie consumer a cavallo tra il post-moderno e il cyberpunk. Le loro opere spaziano dai fumetti computerizzati, alle installazioni video e computer, alla musica, alle installazioni di realtà artificiale, alla videoarte, a visual cyberdelici e trance, a collaborazioni televisive, all'invenzione di fenomeni virali.

## Anni ottanta
Nel maggio 1984 la rivista Frigidaire pubblica il fumetto realizzato al computer Giovanotti Mondani Meccanici. Questo risulterà essere il primo fumetto al computer mai pubblicato al mondo. Shatter di Mike Saenz, spesso indicato come il primo lavoro di computer comics, verrà infatti pubblicato solo nel 1985.
La prima storia, presentata come Melodramma Moderno Notturno, narra le disavventure dell'extracyborg transgender Ella che, affranta per un amore difficile e imbottita di alcol e barbiturici, subisce la violenza dei tre terribili GMM, ottusi robot umanoidi governativi privi di qualsiasi forma di coscienza. Il fumetto viene poi trasformato in video con l’aggiunta di un recitato scritto da Zingoni.
La sequenza di immagini venne realizzata da Glessi direttamente a colori su computer Apple II, utilizzando la tavoletta grafica KoalaPad e diversi programmi tra cui Tablet Utopia, Special Effects e Graphic Magician.
Nel luglio 1984 su Frigidaire esce la seconda storia, Giovanotti Mondani Meccanici contro Dracula. Un vecchio Conte Dracula, stanco e disilluso, riceve la visita dei tre GMM che desiderano essere vampirizzati per vivere in eterno. Infettato dal loro sangue malato, Dracula muore in "un lutto gonfio di gioia". Il video ricavato dal fumetto vinse, nel 1984, il Primo premio per il miglior video italiano al secondo Festival Internazionale Cinema Giovani di Torino. Dal computer-comic fu tratta anche una performance con Alessandro Benvenuti nelle vesti di Dracula e con tre attori-poser — Rolando Mugnai, Roberto Nistri, Paola Pacifico — che interpretano i tre GMM e che vestivano completi creati da Loretta Mugnai.
Lo spettacolo era accompagnato dalle musiche di Maurizio Dami (Alexander Robotnick), che si unì al gruppo e che utilizzava un Lemon II, clone italiano dell'Apple II, e un sintetizzatore AlfaSyntauri.
Nel dicembre 1984 viene pubblicato su Frigidaire il Colore delle tenebre, un fotoromanzo gotico computerizzato, dove viene utilizzata un tipo di elaborazione dell'immagine che verrà ulteriormente sviluppata nella serie televisiva Le avventure di Marionetti, realizzata nel giugno 1985 per il programma di Carlo Massarini Non necessariamente, andato in onda su Rai 1 dal 30 ottobre 1986. Marionetti è un personaggio tenero, ironico sempre in bilico tra situazioni di comicità spicciola (Marionetti/marionetta) e sofisticate atmosfere elettroniche-futuriste (Marionetti/Marinetti).
Nel 1985 esce anche un LP per Materiali Sonori intitolato GMM. Responsabile dell’aspetto musicale è Maurizio Dami qui nelle vesti di Robotnick. Nel disco brani house e dance si mischiano ad arrangiamenti elettronici di famosi pezzi di Duke Ellington (Caravan) e Gato Barbieri (Ultimo tango a Parigi). Nella formazione appaiono diversi nomi di strumentisti jazz italiani quali Stefano Cantini, Diego Carraresi e Fabio Morgera.
Al 1985 risale la loro prima video-computer installazione In-A-Gadda-Da-Vida, esposta alla Chiesa di Santa Marta a Ivrea e successivamente presso lo Studio Leonardi di Genova, in occasione della prima mostra personale del gruppo. Da un progetto di Zingoni nato dalla visione di foto d’epoca in possesso di Mugnai, l’installazione è composta da vari monitor disposti nell’ambiente su cui scorrono componendosi e frammentandosi fotografie digitalizzate, trattate “pittoricamente” e organizzate per la visione da Glessi, di uomini e donne indiane in abiti tradizionali. La parte materiale dell’installazione, gli oggetti, le composizioni, sono realizzate da Loretta Mugnai. La musica di Maurizio Dami e i recitati post-prodotti nello stile dei computer comic, aiutano a dare forma a un ambiente contemplativo. Nel testo che accompagna la mostra di Genova, Franco Bolelli, destinato a diventare figura cruciale per l’evoluzione del lavoro dei GMM, scrive:
È del 1985, al Castello del Valentino di Torino, la performance Paesaggi della memoria – Il Paradiso, un’interazione via telefax con Vienna, Pittsburgh, Melbourne e Bristol. La performance, avveniristica per i tempi, prevede la produzione e lo scambio di immagini che vengono via via rielaborate nei singoli centri per poi essere nuovamente inserite nel circuito delle connessioni via fax al fine di produrre più opere collettive.
Nel 1985, per la prima edizione di Pitti Trend, i GMM realizzano Eclissi di vento, una "performance sfilata" del marchio Frutta e Verdura di Loretta Mugnai. Al mondo della moda è parzialmente riconducibile anche Puccini/Opera del 1988, installazione-palcoscenico diretta da Zingoni con elaborazioni elettroniche di Glessi, commissionata dal Centro Moda Firenze poi Pitti Immagine. L'installazione esplora le dinamiche di mediatizzazione delle arti performative. Su due grandi proiezioni verticali attori – in costumi di Samuele Mazza, Sandro Pestelli e altri – cantano in playback brani del repertorio operistico di Giacomo Puccini tratti da La Bohème, Tosca, Madama Butterfly e Turandot. Gli interpreti sono immersi in un ambiente elettronico di cui il pubblico, grazie a una gabbia di vetro-specchi progettata da Glessi, ha una percezione tridimensionale. Dalla video installazione, presentata a Pitti Trend, viene tratto un video vincitore del primo premio al festival U-Tape del Centro Videoarte di Palazzo dei Diamanti di Ferrara.
La vicinanza al mondo dell’arte contemporanea e le incursioni nell’ambito della moda servono ai GMM a rimanere autonomi nelle scelte artistiche e a mantenersi aggiornati sull’evoluzione delle tecnologie. Glessi abbandona l’Apple II nel 1987 con l’uscita del Macintosh II, macchina “aperta” con maggiori potenzialità videografiche rispetto al primo Mac in bianco e nero. Nel 1986 Zingoni inizia a usare le telecamere, e nel 1987 in compagnia di Glessi e spalleggiato dal nuovo membro del gruppo Giancarlo Torri, diviene una sorta di resident VJ del Tenax, discoteca simbolo della Firenze degli anni '80. Zingoni mette a punto un sistema di venticinque monitor su rotaie, che gli consente di presentare, nelle più svariate configurazioni, i video prodotti nel nuovo studio GMM di Firenze. Il Tenax rappresenta per i GMM una sorta di palestra, e lo studio GMM un luogo di sperimentazione visiva estrema dove ore di filmati vengono post-prodotti settimanalmente per poi essere sottoposti alla prova del pubblico. Da questi esperimenti, nasce la collana di home video GMM Cybernetic ultraline – Hacker test.
Alla fine degli anni ’80 Zingoni spinge le capacità del digital video enhancer Fairlight CVI per ottenere video di natura lisergica, in linea con la cultura cyberdelica fondata sulle possibilità dell’utilizzo dell’immagine elettronica come strumento di meditazione e di espansione della coscienza. Su questa linea i GMM, col contributo teorico di Roberto Davini, realizzano nel 1989 gli Electronic Mandala e altri video ipnotici, che distribuiscono attraverso la collana di home video Hacker Test.

## Anni novanta
Nel 1991 i GMM progettano l’installazione Tecnomaya in Infotown (New Dangers replace Fear), presentata al Museo di arte Contemporanea di Prato. Riprendendo le intuizioni di artisti e collettivi degli anni Sessanta quali Nam June Paik e USCO, i GMM accelerano l’iconografia psichedelica in risposta alla crescita esponenziale di informazioni e stimoli visivi nel tardo capitalismo. Tecnomaya in Infotown (New Dangers replace Fear) unisce il lavoro di quattro anni di ricerca cominciata nel 1987 con i video tecno per la discoteca Tenax di Firenze, proseguita con l'installazione del 1988 Run Go Get out of Here alla Galleria Murnik di Milano e con gli Electronic Mandala del 1989.
Sempre nel 1991 i GMM producono la video installazione Buddha Vision per l'esposizione Arte e computer di Lugano, un primo esperimento di interattività virtuale che esplora attraverso antiche simbologie tantriche le tematiche dell'utilizzo delle cosiddette realtà virtuali e della comunicazione elettronico-sensoriale. 
Nel 1992 i GMM prendono parte alla VII Rassegna Internazionale del Video d’Autore di Taormina a cura di Valentina Valentini. Nell’intervista inclusa nel catalogo, propongono una riflessione profetica: 
È del 1992 la raccolta di visual Tecnotrance. Destinata ai club e ai rave italiani, la raccolta include il video in computer grafica Starship.
Con la videopoesia Coltello nella pancia (1993) i GMM iniziano un’esplorazione sulla manipolazione elettronica del corpo umano che culminerà con gli E-MOVIES del 2000.
Nel 1995 a Milano realizzano la cyber-opera Jimi in the Space destinata all'installazione immersiva della Psychedelic Room progettata per il festival sulla cultura psichedelica Starship (Iperspazio, Milano, replicato nella primavera del 1996 a Bologna a Palazzo Re Enzo). La parte musicale è affidata al musicista Ranieri Cerelli che sovrappone più incisioni di chitarre nella composizione. La conferenza che Albert Hofmann tiene a Starship viene documentata e post-prodotta dai GMM con immagini realizzate da Alessandra Porta e quindi editata in un video della collana Hacker-Test dal titolo Albert Hofmann: I misteri di Eleusi.
Sempre nel 1995, in occasione di un incontro delle BBS organizzato al Museo Pecci di Prato, i GMM affrontano il tema della rete con il video-proclama satirico Gino the Chicken Lost in the Net . Il video, che mostra un pollo sperduto nel web sbraitare da claustrofobici ambienti virtuali, è una ironica metafora del disorientamento dei primi utenti di Internet. I video proclami di Gino il pollo si susseguiranno con regolarità negli anni successivi. Gino diverrà nei primi anni duemila anche il protagonista di fumetti e cartoni animati (disegnati in Adobe Flash da Joshua Held), e con il suo giornaliero GinoTG l’anchor chicken di My-Tv, web-TV in streaming, nonché autore di libri e brani musicali. All’indomani degli attentati dell'11 settembre 2001 il video Tu vuo' fa' 'o talebano diverrà il primo esempio di video virale non solo italiano. Il progetto di Gino il Pollo verrà ulteriormente sviluppato da Zingoni, fino a diventare una serie cartoon prodotta da Rai. Ancora oggi Gino il Pollo, in versione per ragazzi, è disponibile su RaiPlay.
È del 1998 la videoinstallazione Adamo ed Eva, un’opera che rivisita i canoni classici, centrata sulla conoscenza che ci è data attraverso l’Albero della Vita, realizzata per il Frontiere Festival (Milano, Palazzo Sforzesco), ideato da Franco Bolelli, di cui i GMM curano l’intero allestimento. 
Nelle edizioni di Frontiere Festival 1999 e 2000 i GMM continueranno a progettare e realizzare gli allestimenti e i video che verranno successivamente raccolti in due VHS dal titolo Frontiere 1999 e Commercial Album (2000). I 12 piccoli "film" che compongono Commercial Album, quasi tutti realizzati in bianco e nero negativo, vengono chiamati da Zingoni E-MOVIES. Come scrive l’autore nella rivista Frontiere (2001): "E-MOVIES come Electronic Movies, ma anche come film di serie E. Molto oltre i b-movies, per una nuova percezione dell’immagine e dell’immaginario".

## Cronologia delle opere
- Giovanotti Mondani Meccanici (computer-strip e video art, 1984)
- Giovanotti Mondani Meccanici contro Dracula (computer-strip e video art, 1984)
- Giovanotti Mondani Meccanici e il sergente di ferro (computer-strip, 1984)
- Il colore delle tenebre (computer-strip e video art, 1984)
- In-A-Gadda-Da-Vida (installazione e video art, 1985)
- Movimenti sul fondo (installazione e video art, 1986)
- Il Magazzino del Mondo Fluttuante (installazione, 1986)
- Le avventure di Marionetti, 1986)
- GMM (LP, 1986)
- Tamburo (videoclip per Teresa De Sio, 1986)
- Giovanotti Mondani Meccanici diventano buoni (computer-strip, 1987)
- La metamorfosi (cortometraggio cinematografico, 1987)
- C'est la Vie (videoclip per Alexander Robotnick, 1987)
- Liquid (video art, 1988)
- Aberrazione 1, 2 e 3 (video art, 1988)
- Espansione Aerea (video art, 1988)
- Puccini/Opera (video art, 1988)
- From Brecht To Ballard (video art, 1989)
- Kufia, inno alla pace in Palestina (videoclip, 1989)
- L'ispessimento della crosta infosferica (installazione, 1989)
- Electronic Mandala - collana "Hacker Test"(home video, 1989)
- Run, Go, Get out of here - collana "Hacker Test" (home video, 1989)
- L'Adoration de la Terre (computer art per la Saga della Primavera di Igor' Fëdorovič Stravinskij, 1990)
- Tecnomaya In Infotown (installazione, 1991)
- Buddha vision (installazione virtuale interattiva, 1991)
- Starship (video art, 1992)
- Freak (video art, 1992)
- Silicon sound for dusty actors (installazione virtuale interattiva, 1992)
- Therapy (installazione virtuale interattiva per Milano Poesia, 1992)
- TecnoTrance (installazione virtuale interattiva, 1992)
- Coltello nella pancia (video art, 1993)
- Virtual Girl (installazione virtuale interattiva, 1993)
- Baciami (videoclip per il Generale e Ludus Dub Band, 1993)
- Tutto passa (videoclip per Claudio Rocchi, 1994)
- Govinda (videoclip per Claudio Rocchi, 1995)
- Jimi in the Space (video art, 1995)
- Gino the Chicken lost in the net (saga animata[34], 1995)
- Adamo ed Eva (installazione di Andrea Zingoni, 1995)
- 1968 - una rivoluzione mondiale (cd-rom per il progetto europeo Media68, 1998)
- E-Movies / Commercial Album (home video di Andrea Zingoni, 1999)